# Vogteiamt Thuisbrunn
Koordinaten: 50° N, 11° O

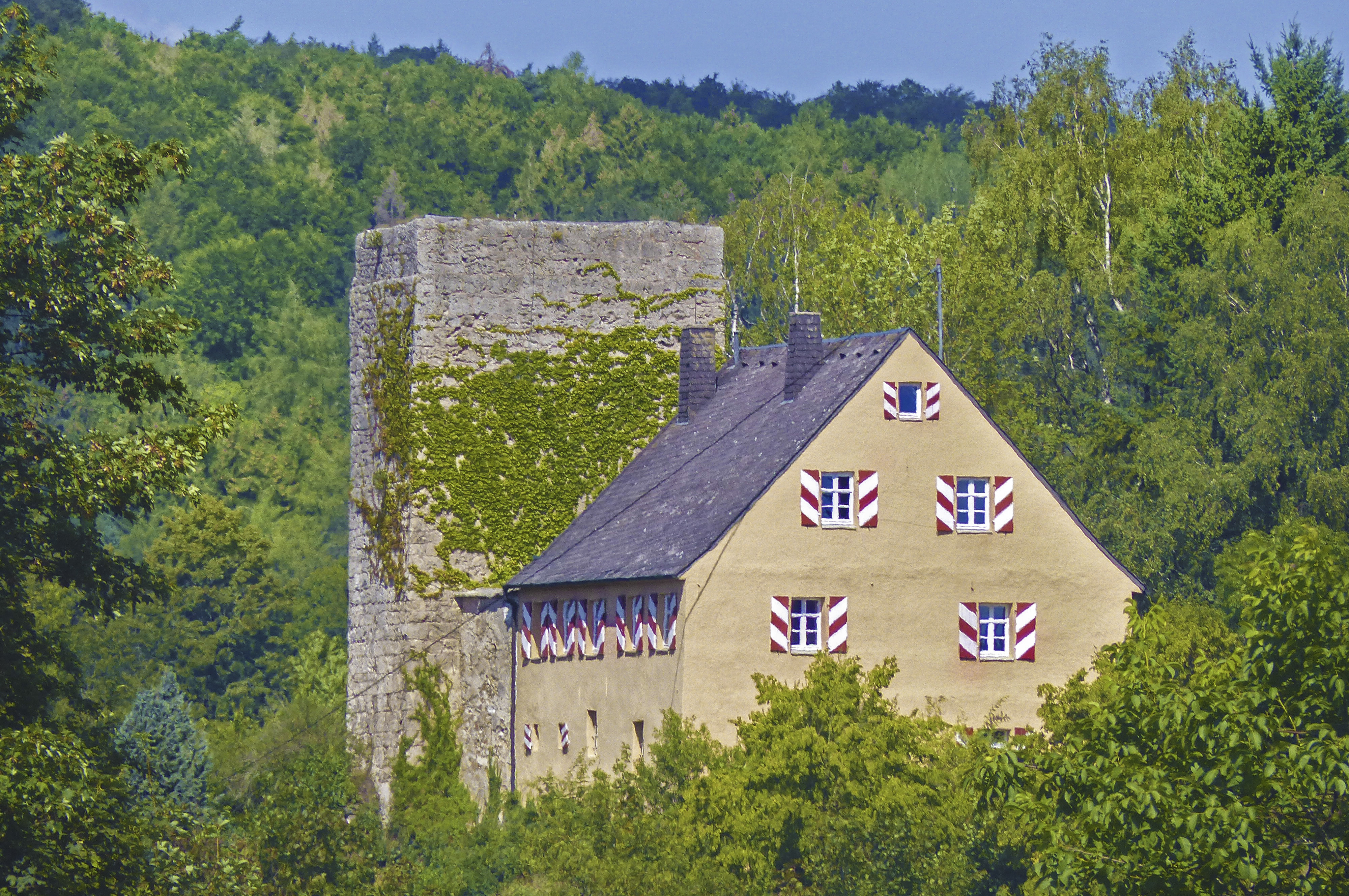
Die Burg Thuisbrunn, der ehemalige Verwaltungssitz des Vogteiamtes Thuisbrunn

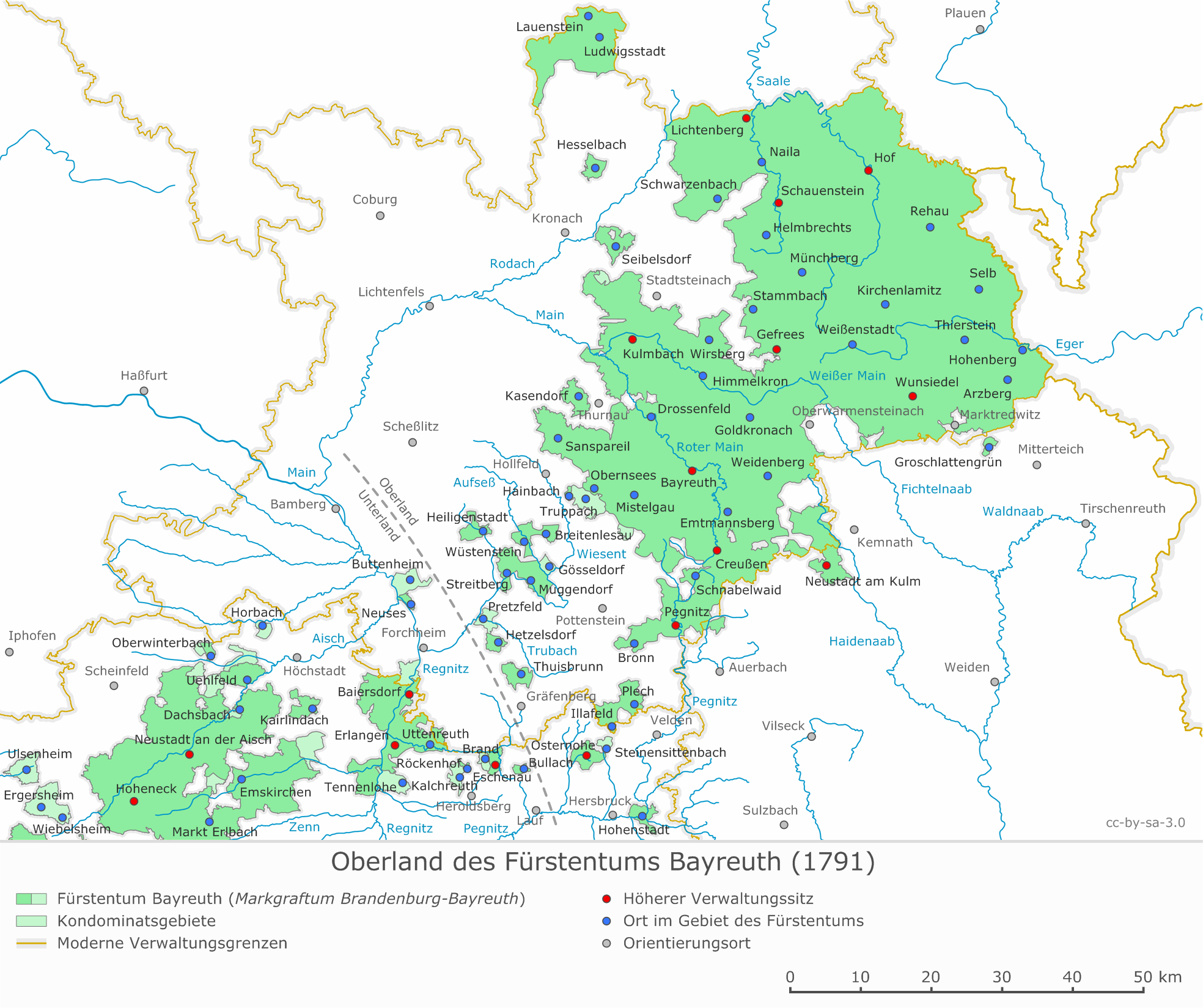
Das Oberland des Fürstentums Bayreuth mit dem Vogteiamt Thuisbrunn im Südwesten

Das Vogteiamt Thuisbrunn war ein Verwaltungsgebiet des Fürstentums Bayreuth, das auch als Markgraftum Brandenburg-Bayreuth bezeichnet wurde. Verwaltungssitz war die Burg Thuisbrunn in der heutigen Gemeinde Gräfenberg in Oberfranken.

## Geografie
Das Vogteiamt gehörte zur unteren Verwaltungsebene des Markgraftums und war die am weitesten südwestlich gelegene Exklave von dessen Oberland. Zum Amtsbezirk des Vogteiamtes gehörten neben dem Hauptort Thuisbrunn auch die beiden Nachbarorte Haidhof und Hohenschwärz. In diesen drei Orten hatte das Vogteiamt jeweils die Dorf- und Gemeindeherrschaft, die Hochgerichtsbarkeit wurde vom ebenfalls brandenburg-bayreuthischen Kastenamt Streitberg ausgeübt Administrativ war das Thuisbrunner Vogteiamt der Amtsverwaltung Sankt Georgen unterstellt und bildete zusammen mit dieser einen Teil der Amtshauptmannschaft Bayreuth.